# Kenia-Bulldoggfledermaus
Die Kenia-Bulldoggfledermaus oder Großohr-Bulldoggfledermaus (Tadarida lobata) ist eine in Ostafrika vorkommende Art in der Familie der Bulldoggfledermäuse. Nach der Erstbeschreibung im Jahr 1891 anhand eines einzigen Exemplars, dauerte es bis in die zweite Hälfte der 1960er Jahre bis weitere Individuen dokumentiert werden konnten.

## Merkmale
Ausgewachsene Exemplare zählen mit einer Kopf-Rumpf-Länge von 78 bis 86 mm, einer Schwanzlänge von 46 bis 60 mm und einem Gewicht von 20 bis 33 g zu den größeren Bulldoggfledermäusen in Afrika. Sie besitzen 55 bis 62 mm lange Unterarme und 12 bis 14 mm lange Hinterfüße. Mit 25 bis 32 mm Länge sind die Ohren deutlich größer als bei der Großen Afrikanischen Bulldoggfledermaus (Tadarida ventralis). Trotz Zugehörigkeit zu den Faltlippenfledermäusen ist die Oberlippe glatt. Das kurze samtene Fell der Kenia-Bulldoggfledermaus ist oberseits dunkelbraun und unterseits braun gefärbt. Es kommt pro Körperseite und auf dem Bauch je ein weißlicher Längsstreifen vor. Ein weiteres Kennzeichen der Art ist ein weißer Fleck zwischen den Schulterblättern. Diese Fledermaus besitzt graubraune, leicht durchscheinende Ohren mit einem etwa rechteckigen Tragus. Beide Geschlechter haben Drüsen auf der Kehle. Die leicht durchscheinenden Flughäute sind oberseits grau und unterseits weißlich. Im Oberkiefer der Kenia-Bulldoggfledermaus sind pro Seite ein Schneidezahn, ein Eckzahn, zwei prämolare und drei molare Zähne vorhanden. Im Unterkiefer kommt zusätzlich ein weiterer Schneidezahn pro Seite vor. Der Schwanz ragt deutlich aus der Schwanzflughaut (Uropatagium) heraus.

## Verbreitung
Von der Kenia-Bulldoggfledermaus sind eine Population in Kenia und eine weitere im Norden Simbabwes bekannt. Sie hält sich im Hügelland und in Gebirgen in 600 bis 2000 Meter Höhe auf. Die Art lebt in trocken und halbtrockenen Gebieten mit Felsen und kleineren Baumgruppen.

## Lebensweise
Wie viele andere Fledermäuse sind die Exemplare nachtaktiv. Sie ruhen am Tage in Felsspalten und bilden mittelgroße Kolonien mit 30 oder etwas mehr Tieren. Die Individuen erzeugen, wie die Großohrige Riesenbulldoggfledermaus (Otomops martiensseni), für Menschen hörbare Geräusche, jedoch keine Töne im Ultraschallbereich. Es ist noch nicht geklärt, ob die Rufe zur Echoortung genutzt werden. Zur Nahrung der Kenia-Bulldoggfledermaus liegen keine Angaben vor. In Simbabwe untersuchte Weibchen hatten im November milchführende Zitzen. Vermutlich erfolgt die Geburt der Nachkommen im gleichen Zeitraum. Die Kenia-Bulldoggfledermaus fliegt meist hoch über dem Grund. Es wurden selten Richtungsänderungen, sondern eher gerade oder kreisförmige Bewegungen beobachtet.

## Gefährdung
Für den Bestand liegen keine Bedrohungen vor. Obwohl die Populationsgröße unbekannt ist, wird die Art von der IUCN als „nicht gefährdet“ (least concern) gelistet.